# Taras Ivanovych Batenko
Taras Ivanovych Batenko (tiếng Ukraina: Тар́ас Іва́нович Б́атенко; sinh ngày 20 tháng 6 năm 1974) là một chính khách và nhà sử học Ukraina. Ông hiện là Đại biểu Nhân dân Ukraine đại diện cho Khu vực bầu cử 123 của Ukraina từ ngày 27 tháng 11 năm 2014.

## Đầu đời và sự nghiệp
Taras Ivanovych Batenko sinh ngày 20 tháng 6 năm 1974 tại thành phố Lviv. Từ năm 1990, Batenko là đảng viên Đảng Cộng hòa Ukraina, cũng như là biên tập viên của tờ tạp chí của đảng, The Republican, từ năm 1993 đến năm 1996. Cùng trong năm 1990, ông tốt nghiệp Đại học Lviv với tấm bằng chính trị học. Năm 1999, ông bảo vệ luận án, "Vai trò của lãnh đạo phe đối lập trong diễn biến của công chúng và diễn biến chính trị ở Ukraina nửa sau thế kỷ 20".
Từ năm 1996 đến năm 1997, Batenko công tác tại Cơ quan Quản lý Nhà nước tỉnh Lviv với chức vụ chuyên gia thông tin và phân tích. Batenko là người phụ trách cấp cao trong chiến dịch tranh cử tổng thống của Viktor Andriyovych Yushchenko năm 2004 ở tỉnh Lviv. Ông một lần nữa trở lại công tác tại Cục Quản lý Nhà nước tỉnh Lviv vào năm 2005, lần này ông giữ chức phó giám đốc phụ trách các vấn đề chính trị và pháp lý.
Batenko trở thành ủy viên Hội đồng tỉnh Lviv vào năm 2006 với tư cách đảng viên Khối Phòng vệ Nhân dân Ukraina của chúng ta, và tiếp tục đắc cử trong cuộc bầu cử kế tiếp năm 2010, nhưng lần này với tư cách là đảng viên của Đảng Nhân dân Ukraina. Từ năm 2009 đến năm 2014, ông là một trong các lãnh đạo quan trọng liên quan đến đường ống Druzhba.

## Đại biểu Nhân dân Ukraina
Batenko lần đầu tiên tranh cử Đại biểu Nhân dân Ukraina trong cuộc bầu cử quốc hội Ukraina 2012, tại khu vực bầu cử 123 của Ukraina với tư cách ứng viên độc lập. Batenko được tờ Ukrainska Pravda đưa tin trong cuộc tranh cử, nhưng được miêu tả là "không quá đặc biệt để quan tâm." Ông đã thất bại trong cuộc tranh cử khi chỉ đạt số phiếu cao thứ nhì, xếp sau Lidia Koteliak với 23.52% số phiếu, so với 30.12% số phiếu của Koteliak.
Batenko ủng hộ Euromaidan, và từng tuyên bố rằng, "Sinh viên ngày nay đã trở thành một biểu hiện của thái độ dân chủ và ý thức công dân của quốc gia Ukraina," và so sánh phong trào này với Cách mạng Đá hoa cương và Cách mạng Cam, cũng như Cách mạng Nhung ở Tiệp Khắc.
Trong cuộc bầu cử quốc hội Ukraina 2014, ông một lần nữa tranh cử Đại biểu Nhân dân Ukraina tại khu vực bầu cử 123, lần này là với tư cách đảng viên Khối Petro Poroshenko. Ông đã đắc cử trong lần này, và giành được 50.89% số phiếu. Sau cuộc bầu cử, ông trở thành đại biểu Hội đồng Verkhovna Rada về Tổ hợp Nhiên liệu-Năng lượng, Chính sách Hạt nhân và An toàn Hạt nhân. Batenko rời Khối Petro Poroshenko vào ngày 6 tháng 11 năm 2015. Ông được bầu làm chủ tịch ủy ban chính trị của đảng UKROP vào ngày 13 tháng 5 năm 2016. Năm 2018, ông được bầu làm chủ tịch đảng.
Trong cuộc bầu cử quốc hội Ukraina 2019, Batenko tiếp tục tranh cử Đại biểu Nhân dân với tư cách độc lập phi đảng phái. Ông tiếp tục đắc cử trong cuộc bầu cử lần này khi giành được 45.05% số phiếu ủng hộ. Trong Verkhovna Rada, ông đã tham gia vào phe cánh của đảng Vì Tương lai, đồng thời giữ chức vụ trong Ủy ban Verkhovna Rada về vấn đề ngân sách.
Vào tháng 8 năm 2020, Batenko, cùng với 46 Đại biểu Nhân dân khác, đã gửi đơn kiến nghị đến Tòa án Hiến pháp Ukraina thể hiện sự phản đối một số luật chống tham nhũng và một phần của bộ luật hình sự, cho rằng luật này đã vi phạm quyền hiến định. Batenko và các Đại biểu Nhân dân khác đã đạt được kết quả như mong đợi khi Tòa án hiến pháp đã chặn hệ thống cho ý kiến điện tử.

## Nghiên cứu lịch sử
Ngoài các hoạt động chính trị, Batenko còn là một nhà sử học tích cực, là tác giả của khoảng 300 ấn phẩm. Các tác phẩm của ông thường liên quan đến chủ nghĩa dân tộc Ukraina trong thế kỷ 19 và 20, Galicia, tôn giáo, và việc bỏ tù Mykhailo Horyn, Bohdan Horyn, và Ivan Gel. Ông cũng được biết đến qua các nghiên cứu về các nhân vật chính trị trên khắp Ukraina và Cộng đồng các Quốc gia Độc lập, tiêu biểu là tác phẩm tiểu sử phê phán của ông về Tổng thống Nga Vladimir Vladimirovich Putin.

## Đời tư
Ông kết hôn với Kateryna Kobryn, sinh năm 1984. Họ có hai con, con gái Justyna sinh năm 2007 và con trai Demian sinh năm 2008.